# Interstate 85
L'Interstate 85 (I-85) è un'autostrada statunitense della Interstate Highway che si estende per 1076,25 chilometri e collega Montgomery con Petersburg passando per Atlanta e Charlotte.